# سحاب طبقي

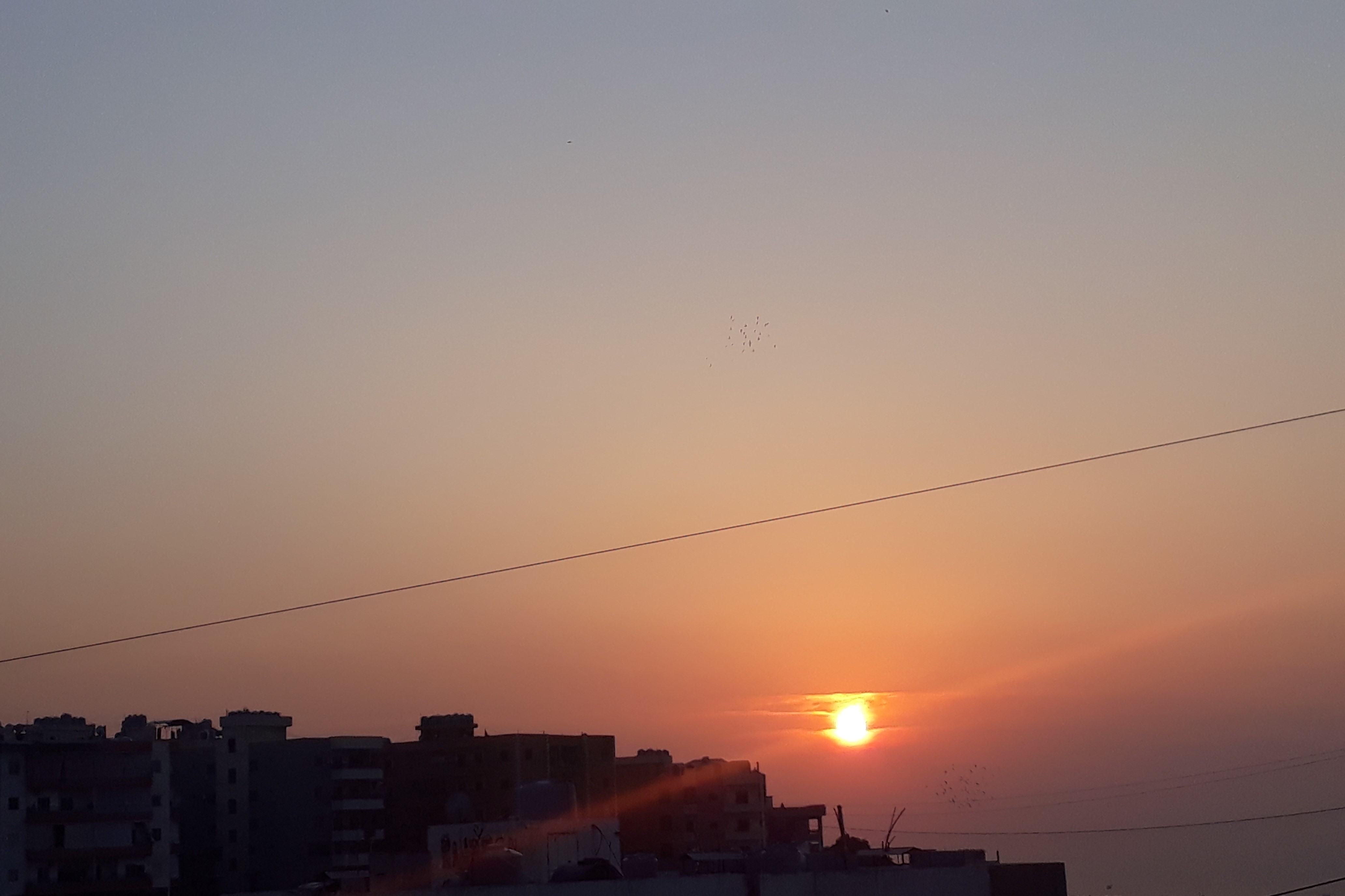
الشمس تبرز أشعتها البرتقالية من بين الغيوم الضبابية في وقت الغروب

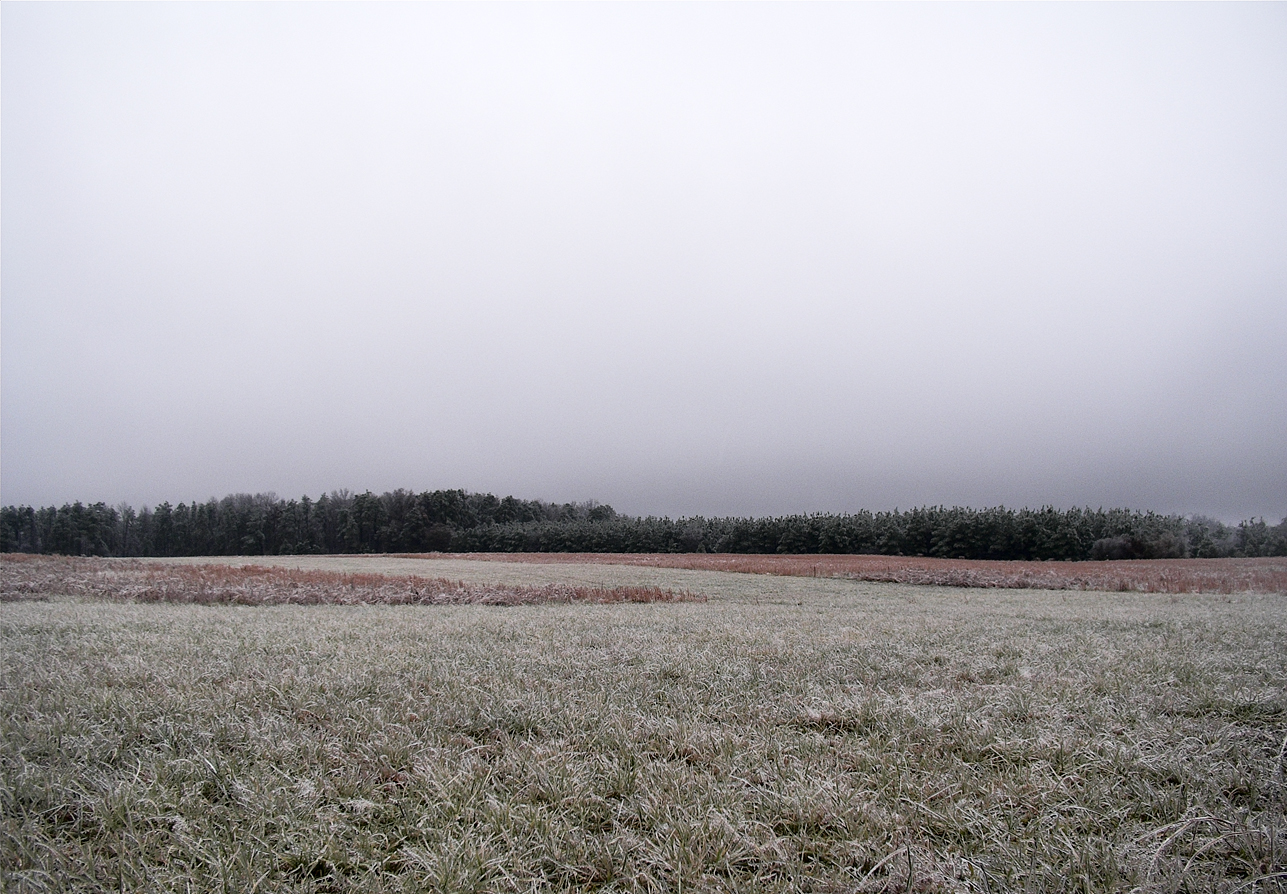
سحاب طبقي

السحاب الطبقي أو الرَّهَج أو تاهور أو سديم (بالإنجليزية: Stratus cloud)‏ (أو السحب الطباقية أو الرهج أو الرهل) هي نوع من أنواع السحب والتي تتميز بتوضعها الأفقي على شكل طبقات لها قاعدة موحدة، وذلك على العكس من السحاب الركامي الذي يتشكل من الأعمدة الحرارية الصاعدة.
توصف السحب الطبقية بشكل أدق على أنها سحب منبسطة ضبابية لا شكل لها ذات ارتفاع منخفض ومتفاوتة اللون ما بين الرمادي الغامق إلى قريب الأبيض.
يمكن للسحب الطبقية أن تعطي هطولات على شكل رذاذ خفيف أو كميات قليلة من الثلج. تدعى هذه السحب باسم الضباب فوق الأرض. تأتي كلمة ستراتوس من البادئة اللاتينية strato- والتي تعني «الطبقة». قد تنتج السحب الطبقية رذاذ خفيف أو كمية صغيرة من الثلج. هذه السحب هي في الأساس ضباب فوق الأرض يتكون إما من خلال رفع ضباب الصباح أو من خلال الهواء البارد الذي يتحرك على ارتفاعات منخفضة فوق منطقة ما. يسمي البعض هذه السحب «الضباب العالي» لشكلها الشبيه بالضباب. في حين قد تسقط أمطار خفيفة، هذه السحابة لا تشير إلى الكثير من هطول الأمطار.

## التشكيل
تتشكل السحب الطبقية عندما ترفع طبقة من الهواء الدافئ الرطب عن الأرض وتخفض الضغط، متبعةًا معدل الزوال. يؤدي هذا إلى زيادة الرطوبة النسبية بسبب التبريد ثابت الحرارة.

## الوصف
تبدو السحب الطبقية وكأنها صفائح سحابة رمادية إلى بيضاء بلا ملامح. يمكن أن تتكون من قطرات الماء أو قطرات الماء فائقة التبريد أو بلورات الجليد حسب درجة الحرارة المحيطة.

## نماذج فرعية

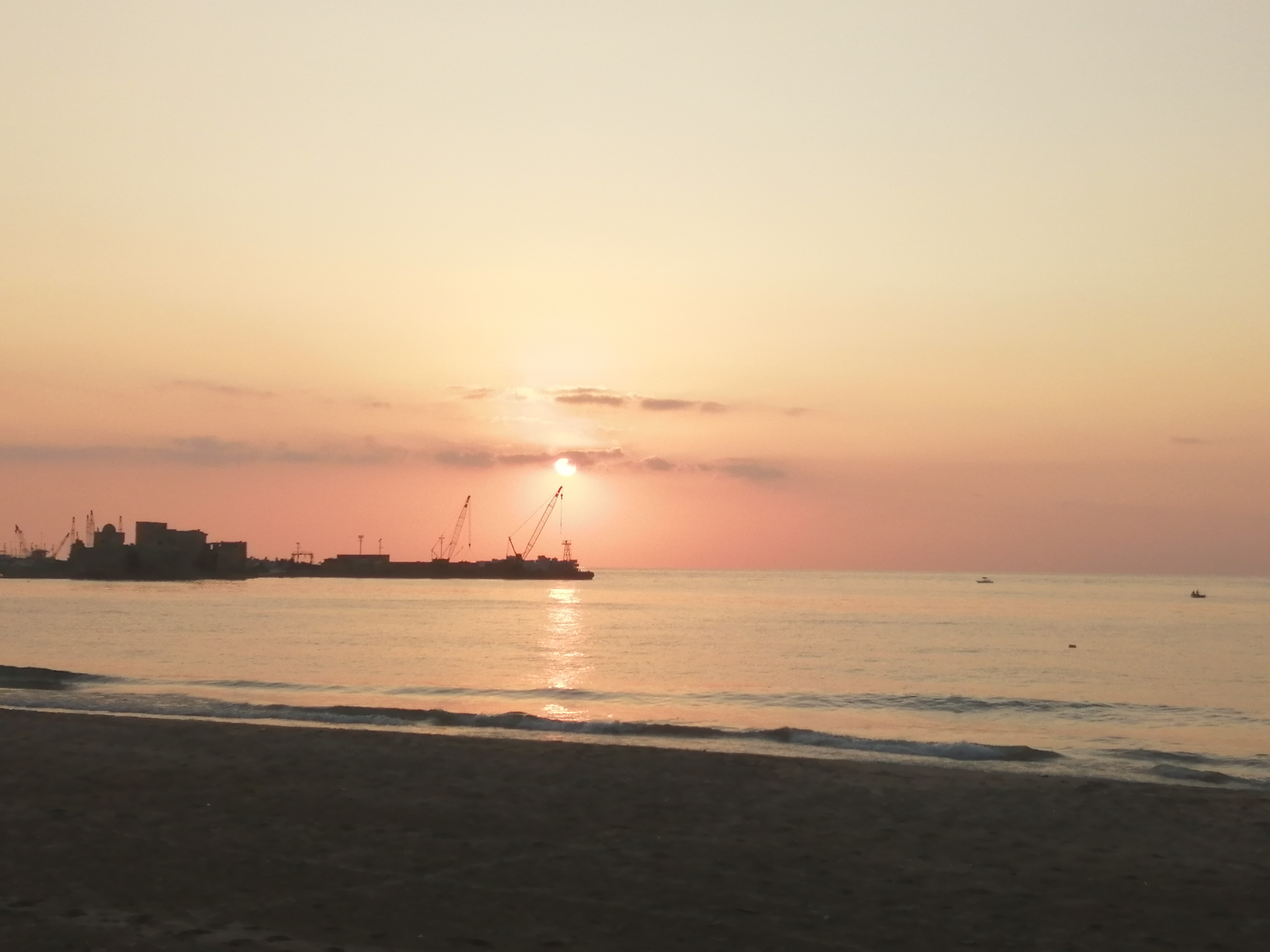
السحب الضبابية تكاد تخفي شمس الغروب بأشعتها الحمراء من خلفها على شاطئ البحر

### الأنواع
تظهر سحب السديم الطبقية على شكل حجاب أو طبقة من السحب الطبقية بدون ملامح أو بنية مميزة.  توجد على ارتفاعات منخفضة، وهي علامة جيدة على استقرار الغلاف الجوي، مما يشير إلى استمرار الطقس المستقر. قد ينتج عن السديم الطبقية أمطار خفيفة ورذاذ أو رقائق ثلج. من ناحية أخرى، تظهر سحب طبقية مكسرة بشكل غير منتظم، وتتشكل بمظهر مجزأ أو خشن بشكل واضح.  تظهر في الغالب تحت هطول الأمطار في السحب الحاملة للمطر. هذه هي سحاب طبقي داكن، وسحب ركامية، وتصنف على أنها سحب متقطعة. يمكن أن تتشكل طبقية مكسرة أيضًا بجانب المنحدرات الجبلية، دون وجود سحب نيمبوس (السحب التي تترسب)، ويمكن أن يكون لونها من الرمادي الداكن إلى الأبيض تقريبًا.

### أصناف قائمة على التعتيم
لا يتم تقسيم السحب الطبقية المكسرة إلى أصناف، ولكن من ناحية أخرى، يتم تقسيم السديم الطبقي إلى قسمين. يظهر صنف طبقي معتم على شكل صفيحة ضبابية أو حليبية لأنواع السديم، ولكنها معتمة بدرجة كافية لمنع الشمس من الرؤية. طبقية شفافة هو نوع آخر من أنواع السديم. تعتبر هذه السحب أكثر نحافة من صنف العتامة لأن هذه السحابة شفافة إلى حد ما، مما يسمح بمراقبة موقع الشمس أو القمر من سطح الأرض.

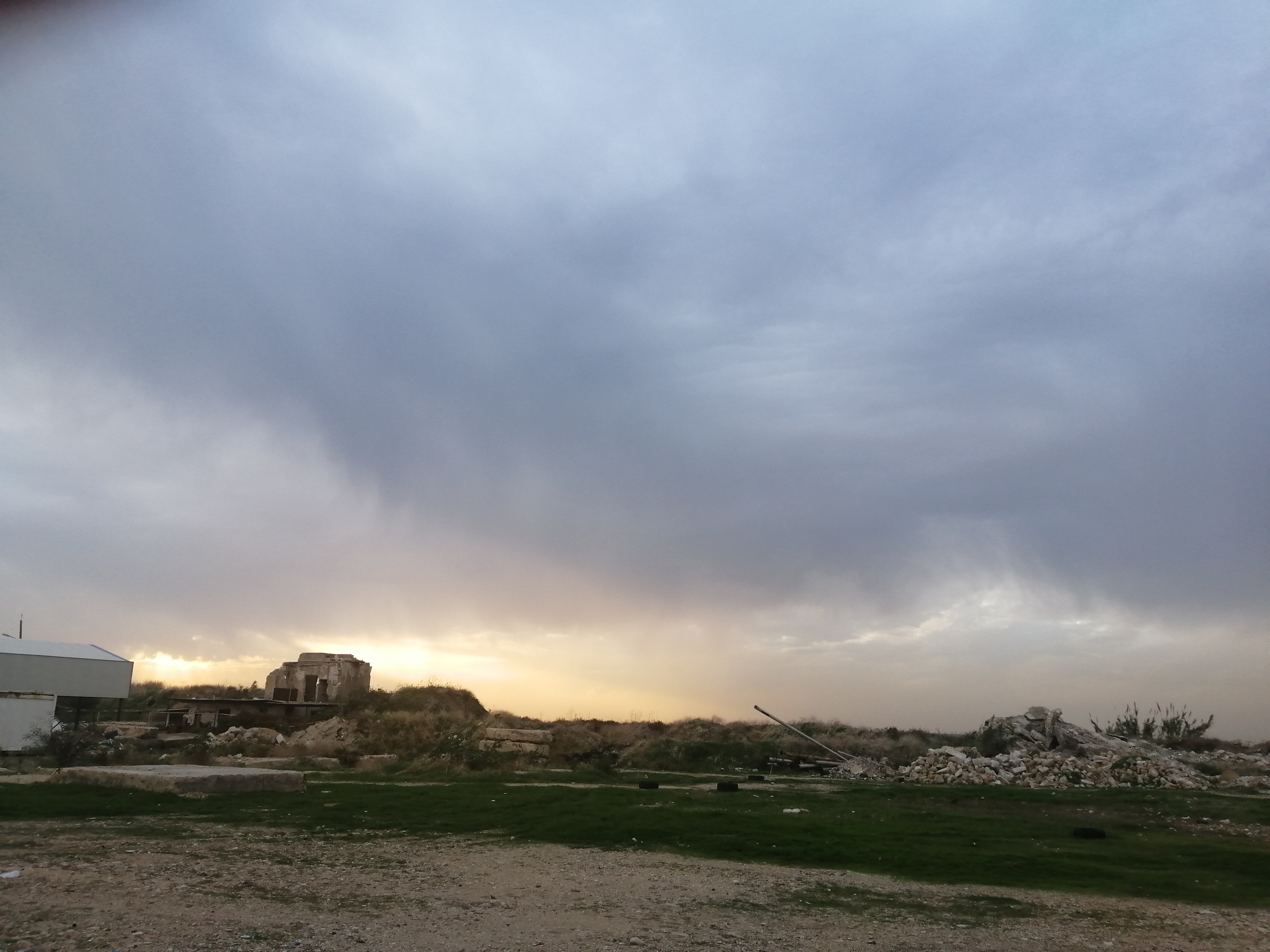
بقايا بناء أثري على الشاطئ ومن خلفه السحب الضبابية

### التنوع القائم على النمط
تحتوي السحب الطبقية على نوع واحد قائم على النمط. هذا هو نوع ستراتوس أوندولاتوس. يمكن ملاحظة تموجات خفيفة من هذه السحابة، مرتبطة فقط بأنواع السديم. على الرغم من ندرته، إلا أن تشكيل السحب ناتج عن اضطرابات في قص الرياح اللطيف تكون سحب Stratus undulatus أكثر شيوعًا في السحب الطبقية الطبقية حيث تكون الرياح أقوى مع زيادة الارتفاع.

### السحابة الأم جينيتوس
تحدث السحب الطبقية التراكمية عندما تنتشر قاعدة السحب الركامية، مما يؤدي إلى تكوين طبقة ضبابية من السحب الطبقية. يمكن أن يحدث هذا أيضًا على سحاب طبقي داكن (stratus nimbostratogenitus) وعلى السحب الركامية (stratus cumulonimbogenitus). يمكن أن تتشكل السحب الطبقية فركتوس أيضًا تحت قاعدة السحب الحاملة لهطول الأمطار وتصنف على أنها سحب متقطعة.

### السحابة الأم موتاتوس
يحتوي ستراتوس على سحابة أم معدلة واحدة فقط. تحدث السحب الطبقية الطبقية عندما تندمج بقع طبقية ركامية معتمة لتكوين طبقة طبقية الشكل. 

### السحبر الملحقة والميزة التكميلية
لا تنتج السحب الطبقية سحبًا ملحقة، ولكن الميزة الإضافية praecipitatio مشتقة من اللاتينية، والتي تعني «هطول الأمطار». السحب الطبقية منخفضة جدًا بحيث لا تنتج برجًا، أو مقصات مطر تتبخر قبل الوصول إلى الأرض.

## توقعات

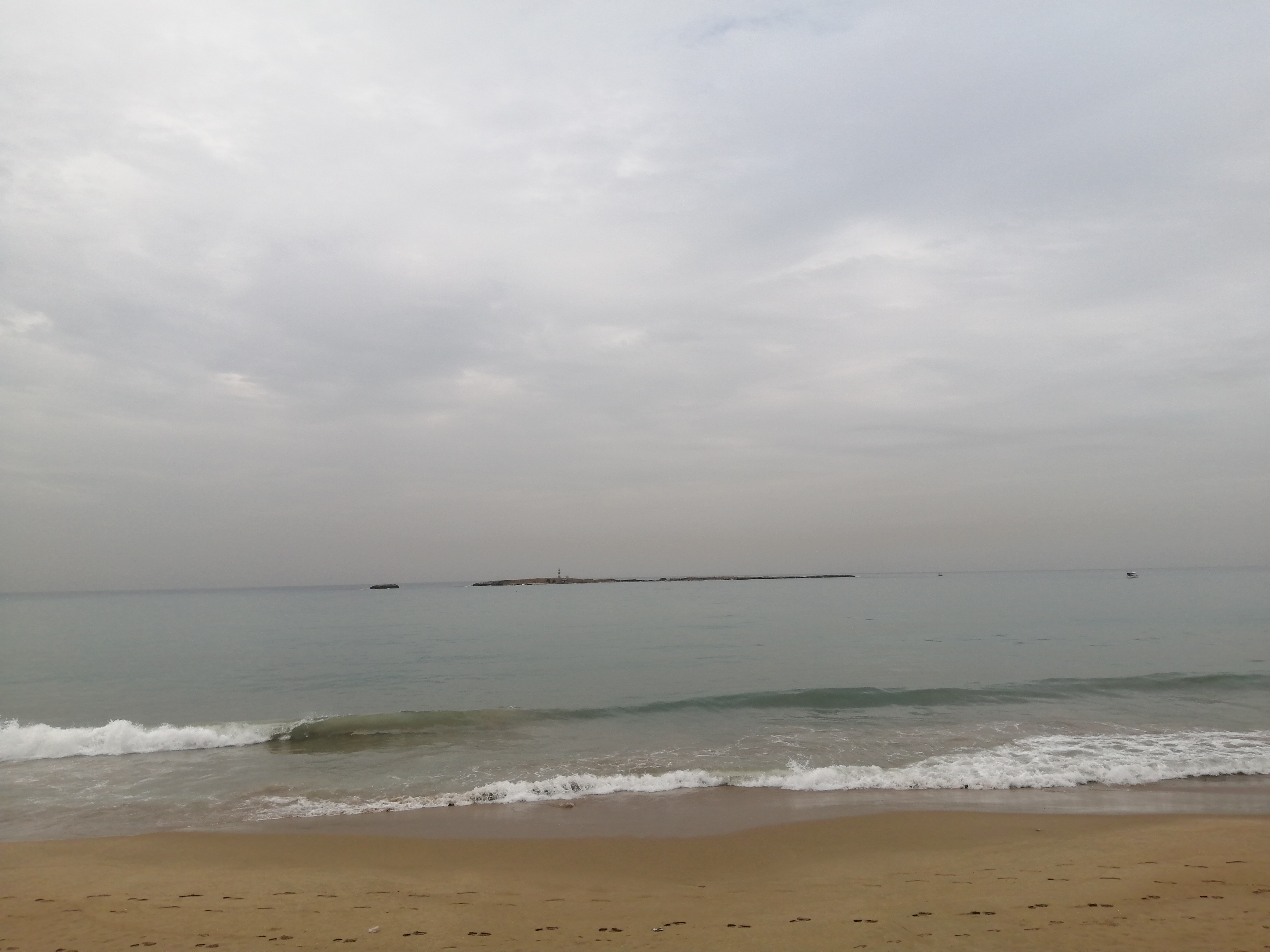
الغيوم فوق البحر على الشاطئ

يمكن أن تتشكل سحابة طبقية من طبقية ركامية تنتشر تحت انعكاس، مما يشير إلى استمرار الطقس الغائم لفترة طويلة مع رذاذ لعدة ساعات ثم التحسن عند اقتحامها لتكوين طبقية ركامية. يمكن أن تستمر سحب ستراتوس لعدة أيام في ظروف مقاومة الأعاصير. من الشائع أن تتشكل الطبقة على جبهة دافئة ضعيفة، بدلاً من حالة الطنين المعتادة.

### التأثيرات على المناخ
وفقًا لـ Sednev ومينون ومكفاركوهار، القطب الشمالي وغيرها من السحب منخفضة المستوى تشكل ما يقرب من 50% من الغطاء السحابي السنوي في مناطق القطب الشمالي، مما يتسبب في تأثير كبير على انبعاثات الطاقة وامتصاصها من خلال الإشعاع.

## علاقتها بالسحب الأخرى

### سحب سمحاقية

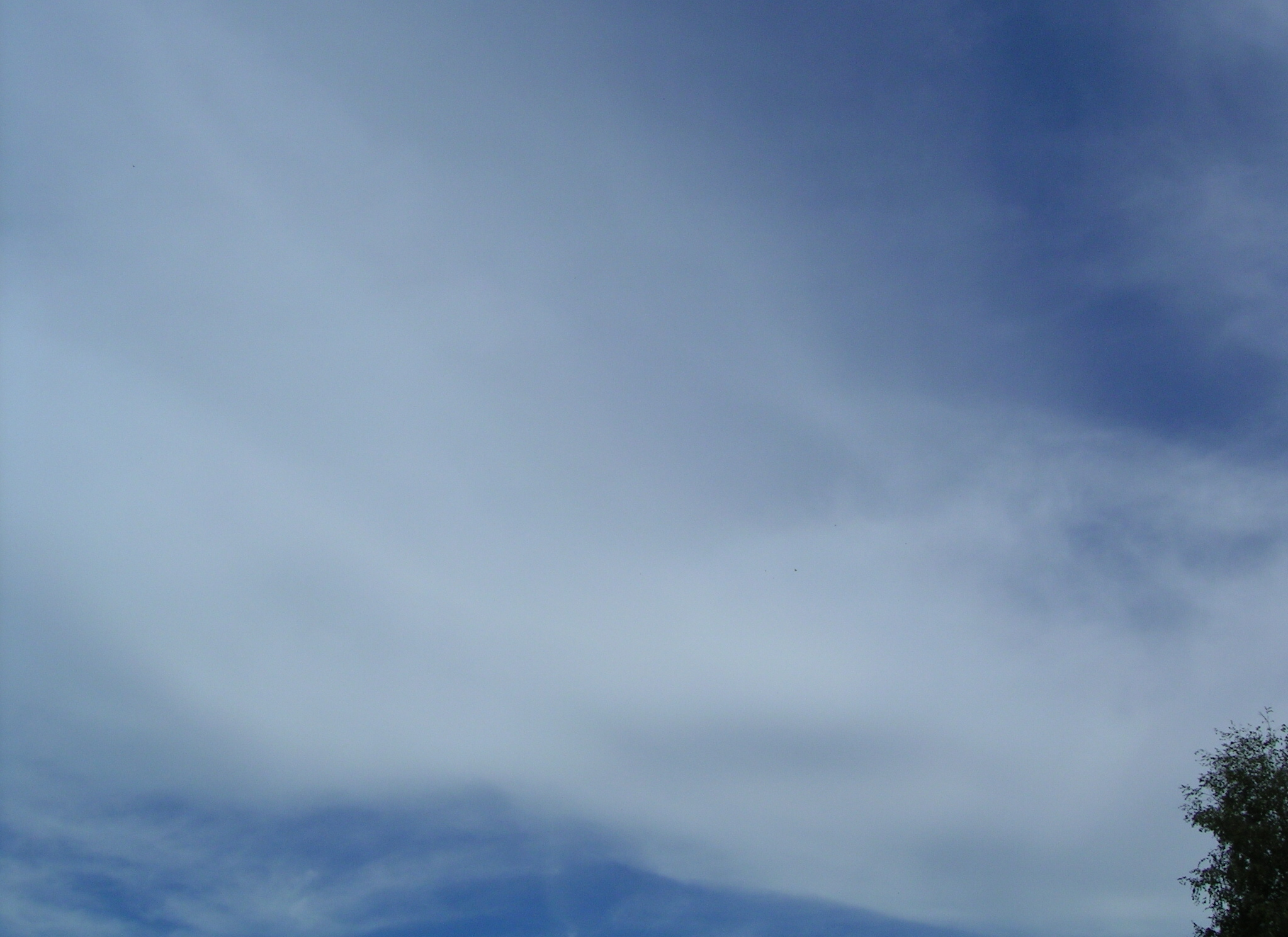
سحب سمحاقية

يمكن أن تظهر السحب السمحقية، وهي شكل بلوري جليدي مرتفع للغاية من السحب الطبقية، على شكل لمعان حليبي في السماء أو كصفيحة مخططة. وهي تشبه أحيانًا حالة السحب الطبقية ويمكن تمييزها عن الأخيرة لأن الشمس أو القمر يكونان دائمًا مرئيين بوضوح من خلال طبعة سمكية شفافة، على عكس حالة السحب الطبقية التي تميل إلى أن تكون غير شفافة أو شفافة. سمحاقية طبقية تأتي في نوعين، ليفي وسديم. تختلف بلورات الجليد في هذه السحب تبعًا لارتفاع السحابة. نحو القاع، عند درجات حرارة حوالي −35 °م (−31 °ف) إلى −45 °م (−49 °ف)، تميل البلورات إلى أن تكون طويلة، صلبة، أعمدة سداسية. نحو قمة السحابة، عند درجات حرارة حوالي −47 °م (−53 °ف) إلى −52 °م (−62 °ف)، فإن الأنواع البلورية السائدة هي ألواح سميكة سداسية وأعمدة قصيرة صلبة سداسية. تنتج هذه السحب عادة هالات، وأحيانًا تكون الهالة هي المؤشر الوحيد على وجود مثل هذه السحب. تتكون من هواء رطب دافئ يتم رفعه ببطء إلى ارتفاع عالٍ جدًا.  عندما تقترب الجبهة الدافئة، تصبح السحب السمكية أكثر سمكًا وتنزل لتشكل سحبًا مرتفعة، ويبدأ المطر عادة بعد 12 إلى 24 ساعة.

### سحب ركامية
سحابة طبقية ركامية هي نوع آخر من السحابة التراكمية أو الطبقية الشكل. مثل السحب الطبقية تتشكل عند مستويات منخفضة. لكنها تتشكل عبر الحمل الحراري مثل السحب الركامية. على عكس السحب الركامية، فإن نموها يتأخر تمامًا تقريبًا بسبب انعكاس قوي، مما يجعلها تتسطح مثل السحب الطبقية وتعطيها مظهرًا متعدد الطبقات. هذه السحب شائعة للغاية، وتغطي في المتوسط حوالي 23% من محيطات الأرض و 12% من قارات الأرض. وهي أقل شيوعًا في المناطق الاستوائية وتتشكل عادة بعد الجبهات الباردة. بالإضافة إلى ذلك، تعكس السحب الطبقية الركامية كمية كبيرة من ضوء الشمس القادم، مما ينتج عنه تأثير تبريد صافي. يمكن أن تنتج السحب الطبقية الركامية رذاذًا يعمل على استقرار السحابة عن طريق تسخينها وتقليل الاختلاط المضطرب.

## اقرأ أيضًا
- رهج أعلى
- سحاب ركامي